# میلرسبورگ (آیووا)
میلرسبورگ (به انگلیسی: Millersburg) شهری در ایالت آیووا کشور ایالات متحده آمریکا است که جمعیت آن در سرشماری سال ۲۰۱۰ میلادی، ۱۵۹ نفر بوده‌است.